# Tetrao urogalloides
Il gallo cedrone dal becco nero (Tetrao urogalloides Middendorf, 1853) è una specie di tetraone strettamente imparentata con il più diffuso gallo cedrone occidentale (Tetrao urogallus).
È una specie stanziale che vive nelle foreste di larici della taiga della Russia orientale, così come in Mongolia settentrionale e in Cina.
L'aspetto del gallo cedrone dal becco nero maschio è simile a quello della sua controparte occidentale, ma è di colori più nerastri e presenta delle grosse macchie bianche sulle regioni inferiori e sulle ali.
Nelle estreme regioni occidentali del suo areale il gallo cedrone dal becco nero si ibridizza con il gallo cedrone occidentale.